# Mark McKoy
Mark Anthony McKoy (né le 10 décembre 1961 à Georgetown en Guyane britannique) est un athlète canadien naturalisé autrichien en 1994, spécialiste du 110 mètres haies.

## Carrière
À la suite du scandale de dopage lors des Jeux Olympiques de Séoul de 1988, McKoy avoue qu'il avait pris des stéroïdes, lors de l'enquête de Dublin, mais ceux-ci n'ont eu aucun effet sur sa performance. Il fait un retour lors des Jeux Olympiques de Barcelone en 1992 et gagne la médaille d'or au 110 m haies. 

## Palmarès
| Date | Compétition                    | Lieu        | Place | Épreuve     |
| ---- | ------------------------------ | ----------- | ----- | ----------- |
| 1982 | Jeux du Commonwealth           | Brisbane    | 1er   | 110 m haies |
| 1982 | Jeux du Commonwealth           | Brisbane    | 2e    | 4 × 100 m   |
| 1983 | Championnats du monde          | Helsinki    | 4e    | 110 m haies |
| 1984 | Jeux olympiques                | Los Angeles | 4e    | 110 m haies |
| 1985 | Finale du Grand Prix           | Rome        | 1er   | 110 m haies |
| 1986 | Jeux du Commonwealth           | Édimbourg   | 1er   | 110 m haies |
| 1986 | Jeux du Commonwealth           | Édimbourg   | 1er   | 4 × 100 m   |
| 1987 | Championnats du monde          | Rome        | 7e    | 110 m haies |
| 1987 | Finale du Grand Prix           | Bruxelles   | 3e    | 110 m haies |
| 1988 | Jeux olympiques                | Séoul       | 7e    | 110 m haies |
| 1991 | Championnats du monde en salle | Séville     | 3e    | 60 m haies  |
| 1991 | Championnats du monde          | Tokyo       | 4e    | 110 m haies |
| 1992 | Jeux olympiques                | Barcelone   | 1er   | 110 m haies |
| 1993 | Championnats du monde en salle | Toronto     | 1er   | 60 m haies  |
| 1993 | Finale du Grand Prix           | Londres     | 3e    | 110 m haies |
| 1995 | Championnats du monde en salle | Barcelone   | 4e    | 60 m haies  |

## Records
- 60 m haies : 7 s 41 (Toronto, le 14 mars 1993)
- 110 m haies : 13 s 08 (Villeneuve-d'Ascq, le 2 juillet 1993)